# Poluvsie
Poluvsie (em húngaro: Erdőrét) é um município da Eslováquia, situado no distrito de Prievidza, na região de Trenčín. Tem 2,16 km² de área e sua população em 2018 foi estimada em 569 habitantes.

## Demografia
| Ano:        | 1994 | 2004   | 2014   | 2024   |
| ----------- | ---- | ------ | ------ | ------ |
| Broj ljudi: | 542  | 562    | 580    | 537    |
| Razlika:    |      | +3,69% | +3,20% | -7,41% |

| Ano:               | 2023 | 2024   |
| ------------------ | ---- | ------ |
| Número de pessoas: | 539  | 537    |
| Diferença:         |      | -0,37% |